# Conjectura de Pólya
En matemàtiques, la conjectura de Pólya és una hipòtesi que planteja que la majoria dels nombres naturals (més del 50%) menors que qualsevol nombre donat, tenen una quantitat senar de factors primers. La conjectura va ser proposada pel matemàtic hongarès George Pólya el 1919, i es va demostrar la seva falsedat el 1958. La mida del menor contraexemple és usualment usada per mostrar com una conjectura pot ser certa per molts nombres, i tot i així ser falsa.

## Enunciat
La conjectura de Pólya enuncia que:
 per a qualsevol n (> 1), si dividim els nombres naturals menors o iguals a n (excloent el 0) per aquells que tenen un nombre imparell de factors primers, i si anàlogament els dividim per aquells que tenen un nombre parell de factors primers, llavors el primer conjunt té més elements que l'últim, o bé tenen igual quantitat d'elements. 
Es pot enunciar la conjectura, de manera equivalent, en termes de la funció de Liouville:
{\displaystyle L(n)=\sum _{k=1}^{n}\lambda (k)\leq 0}
Per a tot n. Aquí, {\displaystyle \lambda (k)=(-1)^{\Omega (k)}} és positiu si el nombre de factors primers del sencer  k  és parell, i negatiu si és imparell. La funció Omega compta el total de factors primers d'un enter.

## Refutació
La conjectura va ser demostrada falsa per Brian Haselgrove el 1958. Va demostrar que la conjectura té un contraexemple, el que va estimar al voltant de 1.845 × 10361.
Un contraexemple explícit, amb  n  = 906.180.359 va ser donat per R. S. Lehman el 1960, el contraexemple més petit és  n  = 906.150.257, trobat per Minoru Tanaka el 1980.
La conjectura de Pólya falla per a la majoria dels valors de {\displaystyle n} a la regió de 906.150.257 ≤  n  ≤ 906.488.079. en aquesta regió, la funció assoleix un valor màxim de 829 en  n  = 906.316.571.